# حادثه تیمارستان
حادثه تیمارستان (انگلیسی: Asylum Blackout) یک فیلم سینمایی آمریکایی در ژانر فیلم ترسناک محصول سال ۲۰۱۱ به کارگردانی الکساندر کورس و نویسندگی اس کریگ زالر است.

## داستان
گروهی از آشپزهای تیمارستان برای آسیب ندیدن از زندانی‌های فراری که به آنها حمله کرده‌اند در آشپزخانه خود مخفی شده‌اند که این فیلم درباره جن زدگی تعدادی از بیماران می شود که این جن در نهایت …

## انتشار
این فیلم در ایالات متحده در تاریخ ۴ مه ۲۰۱۲ با عنوان پناهندگی در تیمارستان منتشر شد.